# Aporobopyrus calypso
Aporobopyrus calypso is een pissebed uit de familie Bopyridae. De wetenschappelijke naam van de soort is voor het eerst geldig gepubliceerd in 1976 door Bourdon.